# Augustenwoog
Der Augustenwoog im Zentrum des Pfälzerwalds (Rheinland-Pfalz) ist ein kleiner Stausee des gut 5 km langen Erlenbachs. Dessen Ursprung, der Husarenbrunnen, wird als hydrologische Speyerbachquelle angesehen. Der Speyerbach wird an seinem Unterlauf in der Oberrheinischen Tiefebene zum stärksten Fließgewässer der Vorderpfalz und mündet in Speyer von links in den Rhein.

## Geographie
Der Woog, wie solche kleinen Stauseen in Südwestdeutschland genannt werden, liegt auf 341 m Höhe südlich oberhalb von Erlenbach, einem Weiler, der zur Ortsgemeinde Elmstein im pfälzischen Landkreis Bad Dürkheim gehört.
Unterhalb des Augustenwoogs führt links des Erlenbachs die Kreisstraße 40 nach Speyerbrunn hinab, wo sie in die Landesstraße 499 mündet.

## Geschichte
Der Augustenwoog war Bestandteil des Systems der Holztrift an pfälzischen Bachläufen. Da der Erlenbach in seinem Quellbereich noch nicht sehr wasserreich ist, ging die Triftung in Etappen vor sich: Im Augustenwoog, 3 km oberhalb des Speyerbrunner Woogs, wurde das Wasser gestaut, damit in den Rückhalteraum, der auch Klause genannt wird, Scheitholz und Hölzer bis etwa 1 m Länge eingebracht werden konnten. Wenn der Woog genügend Stauwasser enthielt und die Holzmenge ausreichte, wurde das Triftwehr geöffnet und der Holztransport zu Tal geschickt. Das relativ starke Sohlgefälle des Erlenbachs unterstützte bis zum Talausgang bei Speyerbrunn die Wasserkraft. Dort wurde das Holz zunächst durch einen Graben rechts am Speyerbrunner Woog vorbeigeleitet. Nach der Passage wurde am Unterende ebenfalls das Wehr geöffnet und mit der dort austretenden größeren Wassermenge der Holztransport trotz der Abnahme des Gefälles im Elmsteiner Tal beschleunigt. Auf diese Weise ließ sich zusätzlich die Gefahr von Staubildung verringern.
Ursprünglich befand sich der gesamte Woog innerhalb der Gemarkung von Wilgartswiesen. Im Zuge einer Flurbereinigung, bei der mehrere Orte der Gegend, darunter Erlenbach, die Gemeinde wechselten, gelangte das Nordufer zum 1. Januar 1976 zur Gemarkung von Elmstein.

## Anlage
Angelegt wurde der Augustenwoog 1832. Nach dem Ende der Trift um das Jahr 1900 wurde der Staudamm zu einer Brücke umgestaltet, unter der ein sogenannter Mönch, der nachträglich installiert wurde, den Abfluss regelt. Der Augustenwoog wird nicht mehr gefüllt, deshalb bewegt sich der Erlenbach in kleinen Schlingen auf der Sohle des ehemaligen Woogbeckens zum Grundablass hin.